# Audiencia Provincial de Cádiz

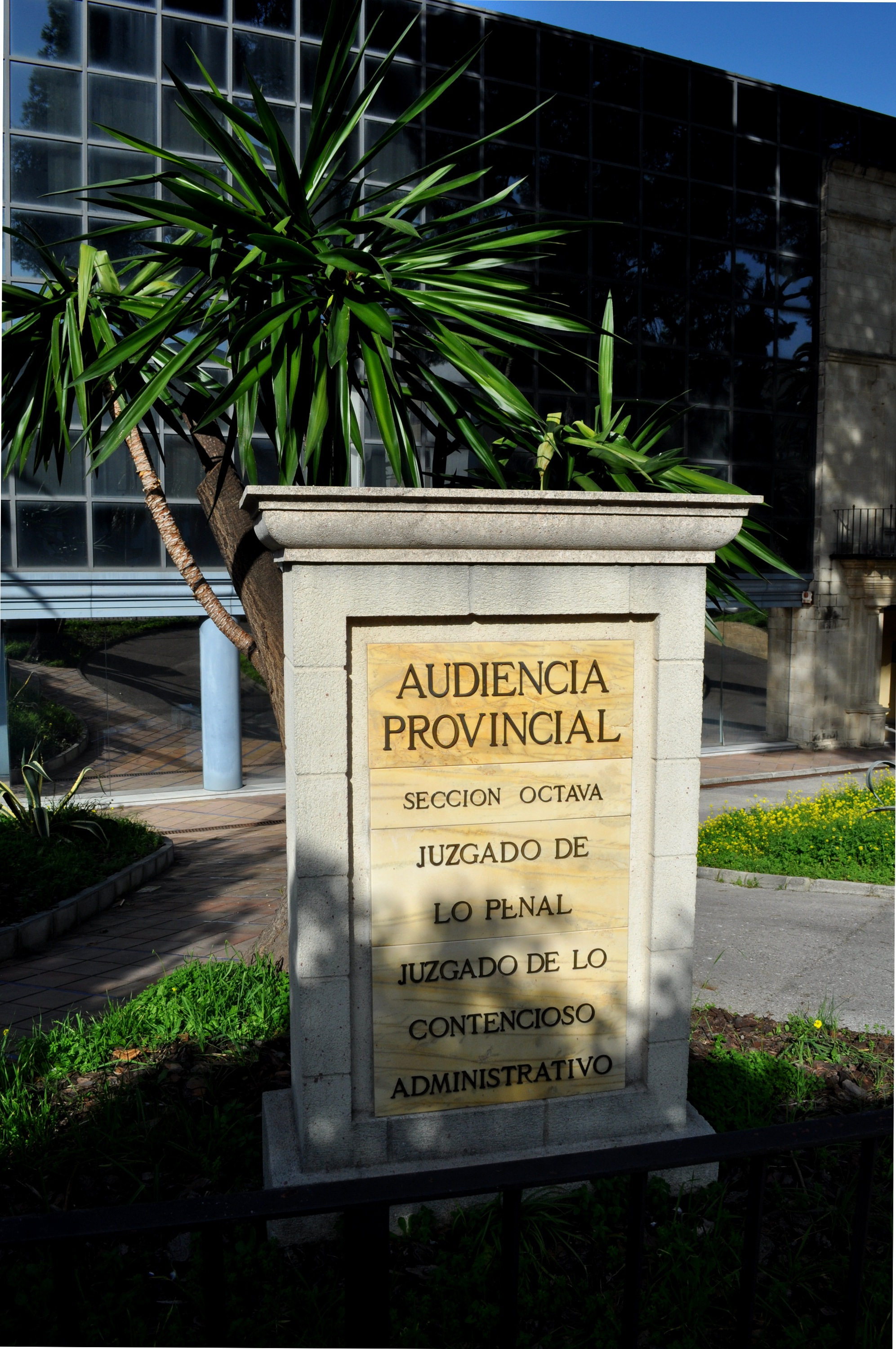
Sección octava de la Audiencia Provincial de Cádiz en Jerez de la Frontera

La Audiencia Provincial de Cádiz es el máximo órgano judicial de la provincia de Cádiz (España).
Conoce de asuntos civiles y penales. Cuenta con ocho secciones: dos civiles (2 y 5), tres penales (1, 3 y 4) y tres de lo civil y penal (6, 7 y 8).
Tiene su sede en Cádiz. La sección sexta tiene su sede en Ceuta, la sección séptima en Algeciras y la sección octava en Jerez de la Frontera. El actual presidente de la Audiencia Provincial de Cádiz es, desde 2011, Manuel María Estrella Ruiz.